# Thần Khê, Hưng Yên
Thần Khê là một xã thuộc tỉnh Hưng Yên, Việt Nam.

## Địa lý
Xã Thần Khê nằm ở trung tâm của tỉnh Hưng Yên, có vị trí địa lý:
- Phía đông giáp xã Bắc Tiên Hưng.
- Phía tây giáp xã Hưng Hà.
- Phía nam giáp xã Tiên Hưng.
- Phía bắc giáp xã Nguyễn Du và xã Diên Hà.

## Lịch sử
Ngày 16 tháng 6 năm 2025, Ủy ban Thường vụ Quốc hội ban hành Nghị quyết số 1666/NQ-UBTVQH15 về việc sắp xếp các đơn vị hành chính cấp xã của tỉnh Hưng Yên năm 2025. Theo đó, sắp xếp toàn bộ diện tích tự nhiên, quy mô dân số của các xã Bắc Sơn (huyện Hưng Hà), Đông Đô, Tây Đô và Chi Lăng thành xã mới có tên gọi là xã Thần Khê.